# Дель Валле, Лу
Лу Дель Валле (англ. Lou Del Valle; 13 июля 1968, Лонг-Айленд-Сити, Нью-Йорк, США) — американский боксёр-профессионал. Чемпион мира в полутяжёлой (версия WBA, 1997—1998) весовой категории.

## Профессиональная карьера

### 1992—1997
Дебютировал в январе 1992 года.
В апреле 1996 года Дель Валле проиграл по очкам чемпиону мира в полутяжёлом вес по версии WBA Вирджиллу Хиллу.
В сентябре 1997 года состоялся бой за вакантный титул чемпион мира в полутяжёлом вес по версии WBA между Лу Дель Валле и Эдди Смалдерсом. Дель Валле нокаутировал противника в 8-м раунде.

### 18 июля1998Рой Джонс—Лу Дель Валле
- Место проведения:  ЭмСиДжи Театр, Нью-Йорк, Нью-Йорк (штат), США
- Результат: Победа Джонса единогласным решением в 12-раундовом бою
- Статус: Чемпионский бой за титул WBC во полутяжёлом весе (1-я защита Джонса); чемпионский бой за титул WBA во полутяжёлом весе (1-я защита Дель Валле)
- Рефери: Джеймс Санта
- Счет судей: Марти Денкин (118—109), Дуэйн Форд (119—109), Фреди Уччи (118—109) — все в пользу Джонса
- Вес: Джонс 79,4 кг; Дель Валле 79,4 кг
- Трансляция: HBO
- Счёт неофициального судьи: Харольд Ледерман (118—109 Джонс)

В июле 1998 года состоялся объединительный бой в полутяжелом весе по версиям WBA и WBC между Лу Дель Валле и Роем Джонсом. Джонс доминировал весь бой: он заметно превосходил противника в скорости, количестве и точности ударов. В конце 8-м раунда Дель Валле пробил левый кросс в челюсть. Джонс упал на канвс, но сразу же поднялся. Это был 1-й нокдаун в его карьере. Часть экспертов сочла, что Джонс поскользнулся. Дель Валле бросился добивать противника, но не смог ничего сделать. По окончании поединка все судьи с разгромным счётом отдали победу Рою Джону.

### 1998—2008
В августе 2001 года во Франции состоялся бой за титул «просто чемпиона» (Рой Джонс был объявлен «суперчемпионом») по версии WBA во полутяжёлом весе между Лу Дель Валле и французом Бруно Жираром. Бой закончился вничью.
В июле 2002 года состоялся 2-й бой между Дель Валле и Бруно Жираром. Бой вновь был во Франции. На этот раз раздельным решением судей победил француз.